# Etna (California)
Etna es una ciudad localizada en el estado estadounidense de California, en el Condado de Siskiyou. Según el censo del año 2000 tenía una población de 781 habitantes y una densidad poblacional de 390.5 personas por km².

## Geografía
Etna se encuentra ubicada en las coordenadas 41°27′26″N 122°53′49″O / 41.45722, -122.89694. De acuerdo con la Oficina del Censo de los Estados Unidos tiene un área de 2,0 km² (0.8 sq mi), de los cuales todo es tierra. Etna se localiza aproximadamente 1061 metros por encima del nivel del mar.

## Demografía
Según el censo estadounidense de 2000, su población era de 781 habitantes.
En 2006, su población estimada era de 784, lo que supuso un aumento de 3 habitantes (0.4%).
Según el censo del año 2000, los ingresos medios por hogar en la localidad eran de $25.179 y los ingresos medios por familia eran $30.461. Los hombres tenían unos ingresos medios de $25.972 frente a los $20.750 para las mujeres. La renta per cápita para la localidad era de $13.737. Alrededor del 13.7% de las familias y del 19.7% de la población estaban por debajo del umbral de pobreza.

## Localidades cercanas
El siguiente diagrama representa las localidades en un radio de 40 km alrededor de Etna.